# Sandra Mackey
Sandra Mackey (née Sherman le 13 septembre 1937 et morte le 19 avril 2015) est une écrivaine américaine spécialisée dans les questions de la culture et la politique du Moyen-Orient.

## Biographie
Sandra Mackey est née Sandra Sherman à Oklahoma City, la fille des directeurs de pompes funèbres Velt Sherman et Verna Richie Sherman. Elle a d'abord obtenu une licence en histoire de l'université d'Oklahoma, suivi d'une maîtrise en affaires internationales de l'Université de Virginie.

## Carrière
Sandra Mackey a enseigné les sciences politiques à l'Université d'État de Géorgie. Elle collaborait régulièrement au Woodrow Wilson Department of Government and Foreign Affairs (« Département Woodrow Wilson des affaires publiques et étrangères ») de l'Université de Virginie. Ses écrits ont paru dans des journaux tels que le Chicago Tribune, le Los Angeles Times, le Wall Street Journal et le Christian Science Monitor.
Outre ses apparitions sur NPR, Nightline, ABC News avec Peter Jennings et la BBC, elle a été commentatrice sur la première guerre du Golfe pour CNN. Son livre Lebanon: Death of a Nation (« Liban : mort d'une nation ») a été sélectionné pour la liste des livres notables du New York Times de 1989.

## Décès
Sandra Mackey est décédée le 19 avril 2015, à l'âge de 77 ans.

## Voir également
- Études iraniennes